# Остроградський Федір Матвійович
Фе́дір Матві́йович Острогра́дський (нар. близько 1690 — пом. близько 1770) — український державний та військовий діяч доби Гетьманщини, миргородський полковник (1752—1768).

## Походження
Син Матвія Івановича Остроградського (1658 — після 1741) — говтвянського сотника (1691—1715), наказного миргородського полковника (1714, 1722, 1730). Онук бунчукового товариша Івана Остроградського.

## Біографія
Навчався у Києво-Могилянській академії на початку XVIII століття. Службу у Війську Запорозькому розпочав з 1711 року і одразу ж дістав бойове хрещення у Прутському поході. 1715 обраний сотником Говтвянської сотні на місце батька, що дістав призначення на уряд миргородського полкового судді.
1720 брав участь у поході на Правобережжя. 
1723 разом з батьком підписав Коломацькі чолобитні наказного гетьмана Павла Полуботка. Перебував під слідством у «справі Полуботка».
1732 став кандидатом на уряд миргородського полкового обозного після смерті Василя Родзянка. Гетьман Данило Апостол дав позитивну характеристику Остроградському: «людина доброправна, учтива, добре навчена грамоти і у військових справах вправна». Проте призначення заблокував російський резидент при гетьмані Семен Наришкін, що вважав говтвянського сотника неблагонадійним через зв'язки з Полуботком. Розлючений Апостол заявив: «Я краще знаю всіх у Миргородському полку» та відмовлявся змінити своє рішення. Зрештою, уряд полкового обозного дістався сину Василя Родзянка Степану.
1734 року Федір Остроградський зайняв місце свого батька на посаді миргородського полкового судді. Брав участь у Кримському поході 1736 року, де разом з братом Григорієм особисто полонив шістьох кримських татар. 1737 відбив напад татар від Говтви. Разом зі своїм полком був у Хотинському поході 1739 року, де проводив розвідувальні рейди на ворожу територію, відзначився під час розгрому османського табору, в усіх боях «діяв, не шкодуючи себе».
Після смерті Якима Троцького обраний на його місце полковником Миргородського полку. Затверджений на цьому уряді універсалом гетьмана Кирила Розумовського від 25 січня 1752. За завданням Генеральної військової канцелярії 1754 проводив перепис угідь та володінь свого полку. Організовував охорону прикордонної смуги та форпостів. Разом зі своїм сином Василем Остроградським ходив «по секретным дѢлам» до Архангельського містечка.
Востаннє згаданий на посаді полковника у серпні 1768. Пішов у відставку через старість. Помер близько 1770 року.

## Маєтки
Його сім'я володіла угіддями, дворами, селами і хуторами у Говтвянській та Хорольській сотнях. Мав будинок у Сорочинцях.
9 лютого 1728 отримав універсал миргородського полковника Павла Апостола на село Мануйлівку Говтвянської сотні (1729 підтверджений універсалом гетьмана). 19 травня 1731 разом з батьком отримав у спадкове володіння село Броварки Говтвянської сотні.
Станом на 1760 рік мав підданих у Говтвянській сотні: 84 хати в Мануйлівці, 32 у Броварках, 4 у Михнівці; у Хорольській сотні: 115 хат у Біляках, 95 у Заїчинцях; у Білоцерківській сотні: 109 хат у містечку Балаклія.

## Нащадки
Був одружений з Параскою (дошлюбне прізвище невідоме). Мав трьох синів і доньку.
- Син Василь (1716 — до 1782) — говтвянський сотник (1738—1761);
- Донька Уляна (1730 — після 1783) — дружина Степана Кулябки — військового канцеляриста ГВК, маршалка шляхти Глухівського повіту, правнука гетьмана Данила Апостола;
- Син Павло (1732 — до 1813) — підкоморій Миргородського полкового підкоморського суду (1764—1784);
- Син Андрій (1734 — 1774) — підкоморій Остапівського сотенного підкоморського суду (1764—1774).

Правнуком Федора Остроградського був генерал-лейтенант Російської імператорської армії Іван Остроградський (1797 — 1871). Правнучатим племінником — видатний український математик Михайло Остроградський (1801 — 1862).